# Octaviano A. Larrazolo
Octaviano A. Larrazolo (Valle de Ignacio Allende, 1859. december 7. – Albuquerque, 1930. április 7.) az Amerikai Egyesült Államok szenátora (Új-Mexikó, 1928–1929).